# Crustulina guttata
Crustulina guttata là một loài nhện trong họ Theridiidae.
Loài này thuộc chi Crustulina. Het gevlekt raspspinnetje được miêu tả năm 1834 bởi Wider.